# Muha (1986.)
Muha (eng. The Fly) je američko-kanadski ZF horor film iz 1986. kojeg je režirao David Cronenberg, dok su scenarij potpisali Charles Edward Pogue i Cronenberg. Glavne uloge tumače Jeff Goldblum, Geena Davis i John Getz. To je prerada klasičnog istoimenog B-filma iz 1958. Radnja se odvija oko znanstvenika koji se zbog nezgode nastale prilikom rada na svojem izumu polako pretvara u hibrid muhe i čovjeka. 
Neki su tu priču interpretirali kao alegoriju na širenje AIDS-a. Bio je to zapažen film a zaradio je i 40,4 milijuna $ u američkim kinima, čime je postao 24. najkomercijalniji film godine. Zanimljivo je napomenuti da je komičar Mel Brooks producirao ovaj ozbiljan film kroz svoju tvrtku Brooksfilms. 2005., Timeovi kritičari Richard Corliss i Richard Schickel su uključili "Muhu" na svoju listu 100 najboljih filmova, a Time ga je stavio i na listu "25 najstrašnijih horor filmova".

## Radnja
Seth Brundle je genijalan, ali ekscentrični znanstvenik koji upozna novinarku Veronicu Quaife. U svojem domu/laboratoriju joj pokaže svoj najnoviji izum - dva "Telepoda", koji mogu teleportirati objekte iz jedne komore u drugu. Oni se zaljubljuju. Međutim, "Telepod" ima problema teleportirati živa bića - kada pokuša to učiniti s jednom životinjom, ona se pojavi na drugom kraju kao odurna masa mesa. Ipak, uspijeva srediti grešku na kompjuteru te uspijeva drugu životinju teleportirati živu i zdravu. Istodobno, Veronicin macho urednik Stathis ju pokušava zavesti. 
Jednog dana, Seth odluči i sam ući u "Telepod" i isprobati ga na sebi. Teleportira se živ, ali je previdio da se unutra našla i jedna muha, te da je kompjuter greškom spojio njihove gene. Isprva, osjeća samo male simptome - hiperktivan je, voli šećer te može cijelu noć biti seksualno aktivan s nekom djevojkom koju je upoznao u kafiću. Međutim, s vremenom sve više osjeća da se njegovo tijelo mijenja - otpadaju mu zubi i uši te se pretvara u hibrid kukca i čovjeka. Kada čuje što se događa sa Sethom, Stathis pokušava dati potporu Veronici te joj savjetuje otići na pobačaj jer više nije sigurno je li i zametak mutant. Poludjeli Seth, koji se već potpuno fizički raspada, ju otme iz klinike i zarobi u svojem laboratoriju. Tamo joj objasni ludu ideju da želi spojiti njih dvoje u jednu osobu. Stathis se pojavi s puškom kako bi ju spasio, no Seth mu kiselinom rani ruku. Tada pokrene proces, međutim ranjeni Stathis puškom uspijeva oštetiti jedan "Telepod", pri čemu se ona spašava. Spojen s dijelovima metala, monstruozni Seth izlazi van te moli Veronicu da ga upuca i skrati mu muke, što ona i učini.

## Glumci
| Glumac/glumica | Lik                |
| -------------- | ------------------ |
| Jeff Goldblum  | Seth Brundle       |
| Geena Davis    | Veronica Quaife    |
| John Getz      | Stathis Borans     |
| Joy Boushel    | Tawny              |
| Leslie Carlson | Dr. brent Cheevers |

## Nagrade i nominacije
- Osvojen Oscar - najbolja šminka.
- Tri osvojene nagrade Saturn - najbolji fantastični film, šminka i glavni glumac Jeff Goldblum.

## Kritike
| „                     | Što se tiče horor filmova, ovaj je netipičan. Postiže nešto bitno što mnogi slični filmovi iz tog žanra ignoriraju: razvoj likova i identifikacija. Prije nego što počne krvoproliće i prije nego što nas upozore da se "jako bojimo", film nam dopušta da se upoznamo s likovima te ih zavolimo, a to ga uzdiže u tragediju...Glumci daju učinkovite nastupe. Jeff Goldblum se gotovo "ukopa" u svojoj ulozi. Uspijeva Setha učiniti simpatlčnim likom a gledatelje nagnati na osjećaj tuge i sažaljenja za njega. | ” |
| — James Berardinelli, | |   |

| „                  | Ovaj film pokriva Cronenbergovu čestu temu tzv. "horora o tijelu". Ovo je možda ultimativni film o muhi za ljubitelje priča o izrodima prirode koji doživljavaju krizu identiteta i požudnim tehničkim šmokljanima, ali me je ostavio u čežnji za nečim sa čime se mogu više identificirati od neke deformirane ljudske muhe. | ” |
| — Dennis Schwartz, | |   |

| „                 | Izgleda da je u "Muhi" došlo do razmimoilaženja između interesa priče i redateljevih preokupacija. Unatoč fantastičnoj strani, priča o znanstveniku kojega pogreška u vlastitom eksperimentu svakoga dana sve više pretvara u muhu htjela je zadržati svoju ljudsku stranu, s raznim pitanjima o ljudskoj srži i životu uopće, ali je redatelj David Cronenberg išao za efektima, za plašenjem i gađenjem publike...Zbog površne karakterizacije ne uspijevamo razviti prisniji odnos prema likovima, a bez emocija ni režija, pa makar bila vješta kao u ovom slučaju, ni specijalni efekti nikada ni u jednom filmu nisu bili dovoljni. | ” |
| — Arsen Oremović, | |   |

## Vanjske poveznice
- Muha u internetskoj bazi filmova IMDb-a
- Muha na Rotten Tomatoes